# Nouveau marché
Le nouveau marché est un segment de cotation créé en France en 1996 pour faciliter l’accès au marché financier à des Startup, des jeunes entreprises à fort potentiel de croissance mais qui ont des besoins de financement. À la même époque étaient créés le Neuer Market allemand et l'Alternative Investment Market britannique. Peu après la création du Nouveau marché, la Bourse de Paris a supprimé le Second Marché de la Bourse de Paris, qui avait eu beaucoup de succès à la fin des années 1980.
L'objectif est de rendre plus facile le financement des jeunes sociétés en amont, par le capital risque, dont les investisseurs peuvent vendre leurs participations sur le Nouveau marché après quelques années, dans une période de fort intérêt pour les jeunes sociétés.
Les entreprises ne sont admises que si elles sont jeunes et dirigées par des entrepreneurs qui détiennent la majorité du capital des entreprises. En plus de leur fort potentiel de croissance, elles doivent avoir huit millions de fonds propres et mettre en circulation 100 000 titres. Le Nouveau marché a disparu en 2005, à la suite de la création d'Alternext et de l'Eurolist C, désormais Euronext Growth et Compartiment C du marché reglementé d'Euronext.